# August David Krohn
August David Krohn (São Petersburgo, 1803 — 1891) foi um zoólogo de etnia alemã nascido na Rússia, que se distinguiu no campo da bilogia marinha, em especial pelo seu trabalho pioneiro sobre os Chaetognatha. É autor da primeira classificação científica do filo Rhombozoa.

## Biografia
August David Krohn era filho de Abraham Krohn, o fundador da primeira fábrica de cerveja da Rússia, para onde tinha emigrado da ilha Rügen para servir na corte de Catarina a Grande. Foi tio do folclorista Julius Krohn, um intelectual ligado ao Movimento Fennoman.
Krohn investigou nas áreas da zoologia, anatomia e embriologia na Universidade de Bona. Foi pioneiro no estudo do filo Rhombozoa.
Foi pioneiro no estudo da biologia marinha e publicou trabalhos fundamentais sobre os Chaetognatha nos anos de 1844 e 1853. Manteve correspondência com Charles Darwin.
As espécies Euphausia krohnii e Cliopsis krohnii e a família Eukrohniidae foram assim designadas em sua honra.

## Publicações

### Monografias
- Krohn, Augustus Davides (1826). De iridodialysis operatione instrumentisque in ea adhibendis : Dissertatio ophthalmologica inauguralis ... ([iv], 32, [1] p., 3 plates ; 26.2 cm.) (em latim). Berolini (Berlin): Typis Academiæ Regiæ Scientiarum. OCLC: 16066369. Doctoral thesis

- Krohn, August David (1844). Anatomisch-physiologische Bebachtungen über die Sagitta bipuncta. Hamburg: Nestler & Melle

- Krohn, August David (1849). Beitrag zur Entwicklungsgeschichte der Seeigellarven (35, [1] p.: 2 plates; 27 cm). Heidelberg: Julius Groos. Sea urchins

- Krohn, A (1860). Beiträge zur Entwicklungsgeschichte der Pteropoden und Heteropoden (1-45, 2 pls.). Leipzig: Engelmann

### Periódicos
- Krohn, A (1845). «Ueber einen neuen cephalopoden (Octopodoteuthis).». Archiv fur Naturgeschichte. 11: 47–49

- Krohn, A (1847). «Nachtrage zu den Aufsatzen uber Tiedemannia, Octopodoteuthis und Alciopa. , 13. .». Archiv fur Naturgeschichte. 13: 36–40

- Krohn, August David (janeiro 1847). «Observations sur deux nouveaux genres de Gastéropodes (Lobiger et Lophocercus)» 🔗. Annales des sciences naturelles. Tome VII (In 8°): 9-(1)

- Krohn, A (1860). «Über die Schale der Larven des Gasteropteron Meckelii». Archiv fur Naturgeschichte: 64–68

- Krohn, August (1837). «Ueber das Auge der lebendiggebährenden Sumpfschnecke (Paludina vivipara)». Archiv für Anatomie, Physiologie und wissenschaftliche Medicin: 479–485

- Krohn, August (1837). «Ueber die Structur der Iris der Vögel und ihren Bewegungsmechanismus». Archiv für Anatomie, Physiologie und wissenschaftliche Medicin: 357–380

- Krohn, August (1839). «Ueber das Nervensystem des Sipunculus nudus». Archiv für Anatomie, Physiologie und wissenschaftliche Medicin: 348–352

- Krohn, August (1839). «Fernerer Beitrag zur Kenntniss des Schneckenauges». Archiv für Anatomie, Physiologie und wissenschaftliche Medicin: 332–337

- Krohn, August (1839). «Ueber das wasserführende System einiger Cephalopoden». Archiv für Anatomie, Physiologie und wissenschaftliche Medicin: 353–359

- Krohn, August (1840). «Ueber augenähnliche Organe bei Pecten und Spondylus». Archiv für Anatomie, Physiologie und wissenschaftliche Medicin: 371–386

- Krohn, August (1841). «Ueber die Anordnung des Nervensystems der Echiniden und Holothurien im Allgemeinen». Archiv für Anatomie, Physiologie und wissenschaftliche Medicin: 1–13

- Krohn, August (1842). «Ueber den Sternapsis thalassemoides». Archiv für Anatomie, Physiologie und wissenschaftliche Medicin: 426–432

- Krohn, August (1842). «Ueber den Vertumnus tethidicola». Archiv für Anatomie, Physiologie und wissenschaftliche Medicin: 418–423

- Krohn, August (1843). «Einige Bemerkungen und Beobachtungen über die Geschlechtsverhältnisse bei den Sertularinen». Archiv für Anatomie, Physiologie und wissenschaftliche Medicin: 174–181

- Krohn, August (1851). «Ueber die Larve des Sinpunculus nudus, nebst vorausgeschickten Bemerkungen über die Sexualverhältnisse der Sipunculiden». Archiv für Anatomie, Physiologie und wissenschaftliche Medicin: 368–379

- Krohn, August (1851). «Ueber die Entwickelung einer lebendig gebärenden Ophiure: Briefliche Mittheilung an den Herausgeber». Archiv für Anatomie, Physiologie und wissenschaftliche Medicin: 338–343

- Krohn, August (1851). «Beobachtungen aus der Entwickelungsgeschichte der Holothurien und Seeigel: Briefliche Mittheilung an den Herausgeber». Archiv für Anatomie, Physiologie und wissenschaftliche Medicin: 344–352

- Krohn, August (1852). «Ueber die Entwickelung der Ascidien». Archiv für Anatomie, Physiologie und wissenschaftliche Medicin: 312–333

- Krohn, August (1853). «Ueber einige niedere Thiere: Briefliche Mittheilung an den Herausgeber». Archiv für Anatomie, Physiologie und wissenschaftliche Medicin: 137–141

- Krohn, August (1853). «Ueber die Lehre von Spatangus purpureus». Archiv für Anatomie, Physiologie und wissenschaftliche Medicin: 255–259

- Krohn, August (1853). «Ueber die Brut des Cladonema radiatum und deren Entwickelung zum Stauridium». Archiv für Anatomie, Physiologie und wissenschaftliche Medicin: 420–426

- Krohn, August (1853). «Ueber die Entwickelung der Seesterne und Holothurien». Archiv für Anatomie, Physiologie und wissenschaftliche Medicin: 317–321

- Krohn, August (1853). «Ueber die Larve des Echinus brevispinosus». Archiv für Anatomie, Physiologie und wissenschaftliche Medicin: 361–364

- Krohn, August (1854). «Beobachtungen über Echinodermenlarven». Archiv für Anatomie, Physiologie und wissenschaftliche Medicin: 208–213

- Krohn, August (1855). «Ueber die frühesten Entwickelungsstufen der Pelagia noctiluca». Archiv für Anatomie, Physiologie und wissenschaftliche Medicin: 491–497

- Krohn, August (1855). «Ueber die Sprösslinge von Autoglytus prolifera Gr.». Archiv für Anatomie, Physiologie und wissenschaftliche Medicin: 489–490

- Krohn, August (1856). «Beobachtungen aus der Entwickelungsgeschichte der Pteropoden und Echinodermen: Briefliche Mittheilung an den Herausgeber». Archiv für Anatomie, Physiologie und wissenschaftliche Medicin: 515–522

- Krohn, August (1857). «Beobachtungen aus der Entwicklungsgeschichte der Pteropoden und Heteropoden: Briefliche Mittheilung an den Herausgeber». Archiv für Anatomie, Physiologie und wissenschaftliche Medicin: 459–468

- Krohn, August (1857). «Ueber einen neuen Entwicklungsmodus der Ophiuren». Archiv für Anatomie, Physiologie und wissenschaftliche Medicin: 369–375

- Krohn, August (1858). «Ueber Pilidium und Actinotrocha». Archiv für Anatomie, Physiologie und wissenschaftliche Medicin: 289–301

- Krohn, August; Anton Schneide (1867). «Ueber Annelidlarven mit porösen Hüllen». Archiv für Anatomie, Physiologie und wissenschaftliche Medicin: 498–508